# 南撒丁省
南撒丁省（義大利語：Provincia del Sud Sardegna）是意大利撒丁大区的一个省份，于2016年2月4日由原卡尔博尼亚-伊格莱西亚斯省、中坎皮达诺省外加卡利亞里省的大部分（除去组成今卡利亞里廣域市的17个市镇的其余部分）及两个其它市镇（原属奧里斯塔諾省的杰诺尼与原属奧利亞斯特拉省的塞乌伊）合并而成。